# Bagneux (Marne)
Bagneux település Franciaországban, Marne megyében. Lakosainak száma 408 fő (2022. január 1.). Bagneux Étrelles-sur-Aube, Anglure, Baudement, Clesles, Granges-sur-Aube és Saint-Just-Sauvage községekkel határos.

## Népesség
A település népességének változása:
| Lakosok száma | 521  | 516  | 501  | 494  | 486  | 467  | 448  | 427  | 416  | 408  |
|               | 1968 | 1982 | 1990 | 2006 | 2013 | 2015 | 2017 | 2019 | 2020 | 2022 |